# Comacupes basalis
Comacupes basalis es una especie de coleóptero de la familia Passalidae.

## Distribución geográfica
Habita en Filipinas.